# Stig Kassmyr
Stig Edvard Kassmyr, född 4 oktober 1919 i Kungsholms församling i Stockholms stad, död 2 januari 1985 i Farsta församling i Stockholms län, var en svensk militär.

## Biografi
Kassmyr avlade studentexamen vid Högre allmänna läroverket å Östermalm i Stockholm 1938. Han avlade kustartilleriofficersexamen 1941 och utnämndes samma år till fänrik vid Karlskrona kustartilleriregemente, varefter han befordrades till löjtnant vid Gotlands kustartilleriregemente 1943, där han tjänstgjorde till 1946. Han gick stabs- och artillerikurserna vid Sjökrigshögskolan 1946–1949, befordrades till kapten 1948, tjänstgjorde i Kustartilleriinspektionen vid Marinstaben 1949–1951, var chef för kustartilleriets första robotförsöksförband 1951, var lärare vid Flygkrigshögskolan 1951–1956, tjänstgjorde vid Försvarets robotvapenbyrå i Flygförvaltningen 1951–1955, tjänstgjorde i Marinförvaltningen 1955–1956 och tjänstgjorde vid Härnösands kustartilleriregemente 1956–1957. År 1957 befordrades han till major, varpå han tjänstgjorde i Robotkontoret i Vapenavdelningen i Marinförvaltningen 1957–1965, befordrades till överstelöjtnant 1962 och var tygmästare och chef för Tygförvaltningen i Göteborgs och Bohus samt Hallands försvarsområde 1965–1969. Kassmyr befordrades till överste 1969, var chef för Kustartilleriets skjutskola 1969–1976 och var överingenjör och chef för Artilleri- och robotbyrån i Vapenavdelningen i Huvudavdelningen för marinmateriel i Försvarets materielverk 1976–1980.
Stig Kassmyr invaldes som ledamot av Kungliga Örlogsmannasällskapet 1965. Han publicerade artiklar i militärtekniska ämnen i dags- och fackpress.
Stig Kassmyr var son till brandmästaren Edvard Kassmyr och Hulda Karlsson. Han gifte sig 1945 med Brita Högdahl (1918–2008).

### Utmärkelser
- Riddare av första klassen av Svärdsorden, 1959.[9]